# Tol Avery
Pour les articles homonymes, voir Avery.
Taliaferro Ware « Tol » Avery est un acteur américain, né le 28 août 1915 à Fort Worth (Texas), mort le 27 août 1973 dans le comté de Los Angeles (Californie).

## Biographie
Comme second rôle de caractère ou dans des petits rôles non crédités, Tol Avery apparaît au cinéma dans trente-quatre films américains, sortis entre 1950 et 1974.
Mentionnons le film d'aventure Une fille à bagarres de Sidney Salkow (1952, avec Yvonne De Carlo et Rock Hudson), le drame Une femme en enfer de Daniel Mann (1955), avec Susan Hayward et Richard Conte), le western L'Aventurier du Texas de Budd Boetticher (1958, avec Randolph Scott et Craig Stevens), le film familial Demain des hommes de Norman Tokar (1966, avec Fred MacMurray et Vera Miles), ou encore le drame WUSA de Stuart Rosenberg (1970, avec Paul Newman et Joanne Woodward).
Pour la télévision, excepté un téléfilm diffusé en 1973, Tol Avery contribue surtout à quatre-vingt-dix-neuf séries (notamment dans le domaine du western) de 1951 à 1973, année de sa mort prématurée — la veille de ses 58 ans —.
Citons Maverick (sept épisodes, 1957-1962), Batman (trois épisodes, 1966-1967), Les Mystères de l'Ouest (trois épisodes, 1967-1969, ainsi que Mannix (trois épisodes, 1968-1971).

## Filmographie partielle

### Cinéma
- 1950 : Voyage sans retour (Where Danger Lives) de John Farrow
- 1951 : Discrétion assurée (No Questions Asked) d'Harold F. Kress
- 1952 : Une fille à bagarres (Scarlet Angel) de Sidney Salkow : Phineas Calhoun
- 1954 : Alibi meurtrier (Nacked Alibi) de Jerry Hopper : l'irlandais
- 1955 : Une femme en enfer (I'll Cry Tomorrow) de Daniel Mann : Joe, l'homme corpulent
- 1955 : Tout ce que le ciel permet (All That and Heaven Allows) de Douglas Sirk : Tom Allenby
- 1956 : Les Échappés du néant (Back from Eternity) de John Farrow : Thomas J. Malone
- 1956 : Les Grands de ce monde (The Power and the Prize) d'Henry Koster : Dan Slocum
- 1957 : La Blonde ou la Rousse (Pal Joey) de George Sidney : un détective
- 1957 : La Femme et le Rôdeur (The Unholy Wife) de John Farrow : le procureur de district Carl Kramer
- 1958 : L'Aventurier du Texas (Buchanan Rides Alone) de Budd Boetticher : le juge Simon Agry
- 1959 : La Mort aux trousses (North by Northwest) d'Alfred Hitchcock : un détective
- 1961 : Le Dompteur de femmes (The George Raft Story) de Joseph M. Newman : Wilson Mizner
- 1961 : Twist Around the Clock d'Oscar Rudolph
- 1963 : Les Astuces de la veuve (A Ticklish Affair) de George Sidney : Charlie
- 1964 : Les Pas du tigre (A Tiger Walks) de Norman Tokar : Joe, le conseiller politique
- 1966 : Demain des hommes (Follow Me, Boys!) de Norman Tokar : Dr Ferris
- 1967 : Hôtel Saint-Gregory (Hotel) de Richard Quine : Kilbrick
- 1970 : WUSA de Stuart Rosenberg : un sénateur
- 1973 : Maurie (en) de Daniel Mann : Milton

### Télévision
(séries, sauf mention contraire)
- 1952-1957 : Badge 714 (Dragnet)
  - Saison 1, épisode 14 The Big Lamp (1952) de Jack Webb : le capitaine Wisdom
  - Saison 6, épisode 18 The Big No Tooth (1957)
- 1953 : Les Aventures de Kit Carson (The Adventures of Kit Carson)
  - Saison 3, épisode 3 Hawk Raiders, épisode 8 Secret Sheriff et épisode 22 Ambush (Rogers Walters)
- 1957 : Monsieur et Madame détective (The Thin Man)
  - Saison 1, épisode 3 The Angel Big et épisode 10 Ring Around Rosie : le lieutenant Steve King
- 1957-1962 : Maverick
  - Saison 1, épisode 3 According to Hoyle (1957 - George Cross) de Budd Boetticher et épisode 17 Rope of Cards (1958 - John Sloan) de Richard L. Bare
  - Saison 2, épisode 20 Yellow River (1959) de David Lowell Rich : Henry Sawyer
  - Saison 3, épisode 13 Maverick Springs (1959) d'Arthur Lubin : John Flannery
  - Saison 4, épisode 5 Last Wire from Stop Gap (1960 - Hulett) de Lee Sholem et épisode 24 Maverick at Law (1961 - Cyrus Murdock)
  - Saison 5, épisode 6 Poker Face (1962) de Michael O'Herlihy : George Rockingham
- 1958 : Sugarfoot
  - Saison 2, épisode 8 Devil to Pay de Lee Sholem : Jim Casey
- 1960 : Cheyenne
  - Saison 4, épisode 11 Outcast of Cripple Creek d'Arthur Lubin : Ab Murchison
- 1962 : Monsieur Ed, le cheval qui parle (Mister Ed)
  - Saison 2, épisode 16 Horse Wash d'Arthur Lubin : M. Carmichael
- 1962-1963 : 77 Sunset Strip
  - Saison 4, épisode 22 The Bel Air Ermit (1962) de George Waggner : Harlin Wheeler
  - Saison 6, épisode 6 White Lie (1963) : Gary Clayton
- 1962-1970 : Bonanza
  - Saison 3, épisode 34 The Miracle Worker (1962) de Don McDougall : Dr Moore
  - Saison 4, épisode 14 The Jury (1962) de Christian Nyby : Breese
  - Saison 5, épisode 15 Ponderosa Matador (1964) de Don McDougall : Troutman
  - Saison 8, épisode 29 A Man Without Land (1967) : le coroner
  - Saison 9, épisode 13 Justice Deferred (1967 - le juge) de Gerald Mayer et épisode 24 Trouble Town (1968 - Almont)
  - Saison 11, épisode 27 What Are Pardners For? (1970) de William F. Claxton : Bradley
- 1963 : Perry Mason, première série
  - Saison 6, épisode 25 The Case of the Greek Goddess de Jesse Hibbs : Charles L. Welsh
- 1963-1967 : Le Virginien (The Virginian)
  - Saison 1, épisode 20 If You Have Tears (1963) de Richard L. Bare : le coroner
  - Saison 2, épisode 17 The Fortunes of J. Jimerson Jones (1964) de Don McDougall : le général Pierpon J. Caswell
  - Saison 3, épisode 6 The Brazos Kid (1964) de Don McDougall : John Fix
  - Saison 4, épisode 27 That Saunders Woman (1966) de William Hale : Willard Arlington Rutledge
  - Saison 6, épisode 8 Bitter Autumn (1967) de Don McDougall : l'avocat de l'accusation
- 1966 : Laredo
  - Saison 1, épisode 24 It's the End of the Road, Stanley : Millburn W. Willburn
- 1966 : Max la Menace (Get Smart)
  - Saison 2, épisode 8 Qui fait quoi ? (Hoo Done It) de Gary Nelson : Von Werner
- 1966 : Le Cheval de fer (Iron Horse)
  - Saison 1, épisode 11 Explosion at Waycrossing : J. J. Sedley
- 1966 : L'Extravagante Lucy (The Lucy Show)
  - Saison 5, épisode 13 Lucy and the Efficient Expert : M. Grantland
- 1966-1967 : Batman
  - Saison 1, épisode 25 On vole le Maharajah (The Joker Trumps an Ace, 1966) de Richard C. Sarafian et épisode 26 Le Maharajah s'envole (Batman Sets the Pace, 1966) de Richard C. Sarafian : Prescott Belmont
  - Saison 2, épisode 53 Le Coup de Trafalgar (King Tut's Coup, 1967) de James B. Clark : le député-maire Zorty
- 1966-1970 : Les Aventuriers du Far West (Death Valley Days)
  - Saison 15, épisode 3 The Resurrection of Deadwood Dick (1966 - Frank Brenner) de Tay Garnett et épisode 14 Doc Holliday's Gold Bars (1966 - Walter Benson) d'Hal Cooper
  - Saison 17, épisode 13 A Restless Man (1969 - le maire George Hubble) d'Harmon Jones et épisode 25 Lucia Darling and the Ostrich (1969 - le juge Sidney Edgerton) de Jack Shea
  - Saison 18, épisode 16 The Biggest Little Post Office in the World (1970) de Jean Yarbrough : le maire Blanchard
- 1967 : Lassie
  - Saison 14, épisode 6 Brink of Oblivion de Jack Hively : Emmett Fowler
- 1967-1969 : Les Mystères de l'Ouest (The Wild Wild West)
  - Saison 2, épisode 26 La Nuit de cristal (The Night of the Cadre, 1967) : Warden Primwick
  - Saison 4, épisode 11 La Nuit des cyclopes (The Night of the Avaricious Actuary, 1968 - Asa Dempster) et épisode 23 La Nuit du conseil d'administration (The Night of the Tycoons, 1969 - M. Gorhan)
- 1968 : Perdus dans l'espace (Lost in Space)
  - Saison 3, épisode 20 Fugitives in Space d'Ezra Stone : Warden
- 1968-1969 : Sur la piste du crime (The F.B.I.)
  - Saison 4, épisode 12 The Flaw (1968) de Robert Douglas : Lloyd Talbot
  - Saison 5, épisode 14 Journey Into Night (1969) de Virgil W. Vogel : Dr Louis Naples
- 1968-1971 : Mannix
  - Saison 2, épisode 12 Modus operandi (Fear I to Fall, 1968) : Amos Smith
  - Saison 4, épisode 14 Ballade pour nulle part (Round Trip to Nowhere, 1971) de Gerald Mayer : Slade
  - Saison 5, épisode 12 Le Temps d'un meurtre (Murder Times Three, 1971) : Max Grossman
- 1970-1972 : Mission impossible (Mission: Impossible)
  - Saison 5, épisode 5 Vol direct (Flight, 1970) : Stone
  - Saison 7, épisode 6 : Inspecteur Barney (Cocaine, 1972) de Reza Badiyi : Samuels
- 1972 : Alexandre Bis (Alexander Zwo)
  - Saison unique, épisode 3 Das gestohlene Ich de Franz Peter Wirth : l'avocat
- 1973 : Auto-patrouille (Adam-12)
  - Saison 5, épisode 19 Nightwatch : Arch B. Warren
- 1973 : Set This Town on Fire, téléfilm de David Lowell Rich : le chef Murdoch
- 1973 : Kojak, première série
  - Saison 1, épisode pilote L'Affaire Marcus-Nelson (The Marcus-Nelson Murders) de Joseph Sargent : le juge Redding
- 1973 : Le Magicien (The Magician)
  - Saison unique, épisode pilote Le Magicien (Pilot: The Magician) : Dr Fryer